# Navasard

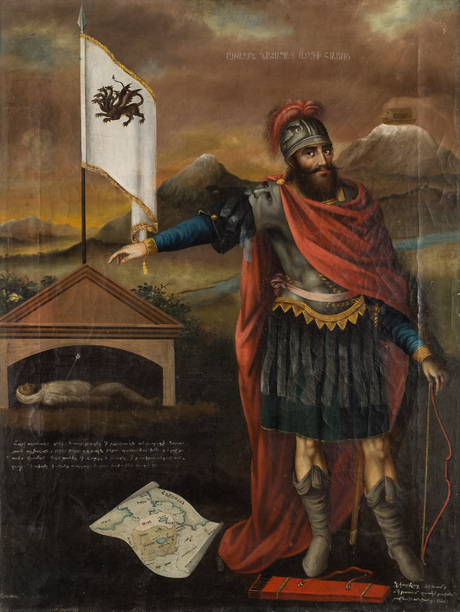
Zakladatel Arménie Hajk stojí vedle hrobky poraženého Beli. V pozadí je hora Ararat s Noemovou archou na vrcholu. Mapa, která leží u jeho nohou, zobrazuje Arménii. Obraz od Mkrtum Hovnatanian (1779–1846).

Navasard je první měsíc historického arménského kalendáře. Začíná 11. srpna a končí 9. září. Má tedy 30 dní. Ve starověké Arménii byl první týden Navasardu svátkem a byl zasvěcen navasardskému bohu, který podle arménské mytologie chránil úrodu a sytil hladové. Jeho socha v současné době stojí v Bagavanu, který je dnes považován za pohanskou svatyni. Poté, co Arménie přijala gregoriánský kalendář, byl začátkem roku oficiálně uznán 1. leden a Navasard byl jako svátek vyřazen.
Výraz Navasard pochází ze staroarménského նաւասարդ /navasard/ a znamená nový rok (nav znamená nový a sard znamená rok). Ve stejném významu je doložen v Biruniho dílech psaných v klasické perštině jako نوسرذ /nawsarδ/ a také v aramejštině nwsrdʾ /nawsardā/.
Po mnoho staletí si Arméni ze všech společenských vrstev vážili a oslavovali Navasard, který jim mimo jiné připomínal i jejich národního hrdinu a zakladatele Arménie Hajka (Hayk Nahapetzabil). Dnes se tento svátek téměř vytratil a jen odborníci znají jeho historii.

## Historie

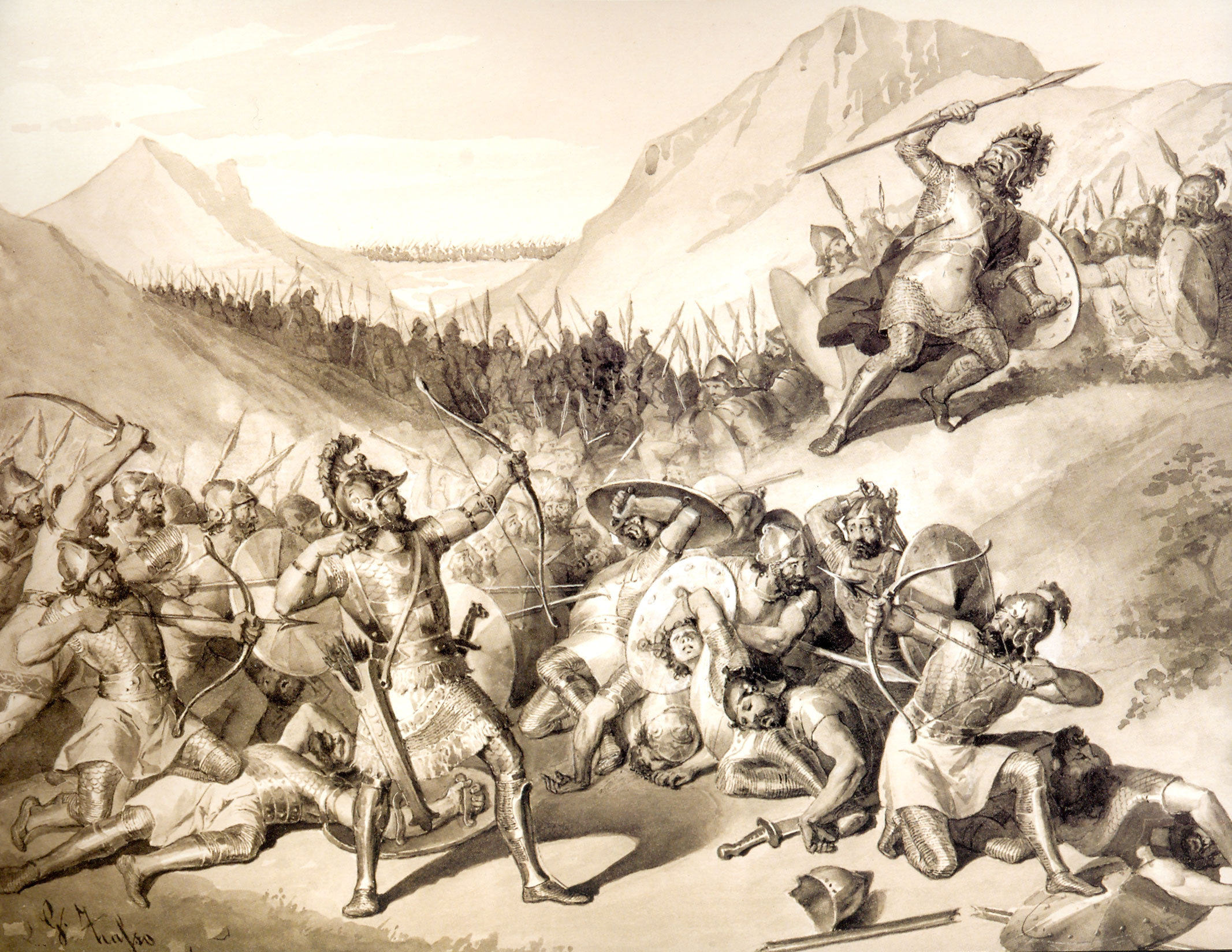
Hajk poráží tyrana Belu

Navasard je starověký arménský nový rok, který se slavil 30 dní, od 11. srpna do 9. září. Podle legendy 11. srpna roku 2492 př. n. l. Hajk porazil babylonského tyrana Belu a tím založil arménský národ. Kromě oficiálního zrození Arménie se také věřilo, že to byl den, kdy biblická Noemova archa přistála na hoře Ararat.
Tento pohanský svátek měl potěšit sedm hlavních arménských pohanských bohů prostřednictvím různých obětí plodin a zvířat (matagh), aby v nadcházejícím roce panovala plodnost a láska. Starověcí Arméni věřili, že tento den bohové (především Astghik, Vahagn a Anahit) sestoupí ze svého nebeského obydlí na hoře Ararat, aby se vykoupali v řece Aratsani (nyní řeka Murat v západní Arménii, dnešní Turecko), a pak se tam zdrželi a pozorovali oslavující smrtelníky.

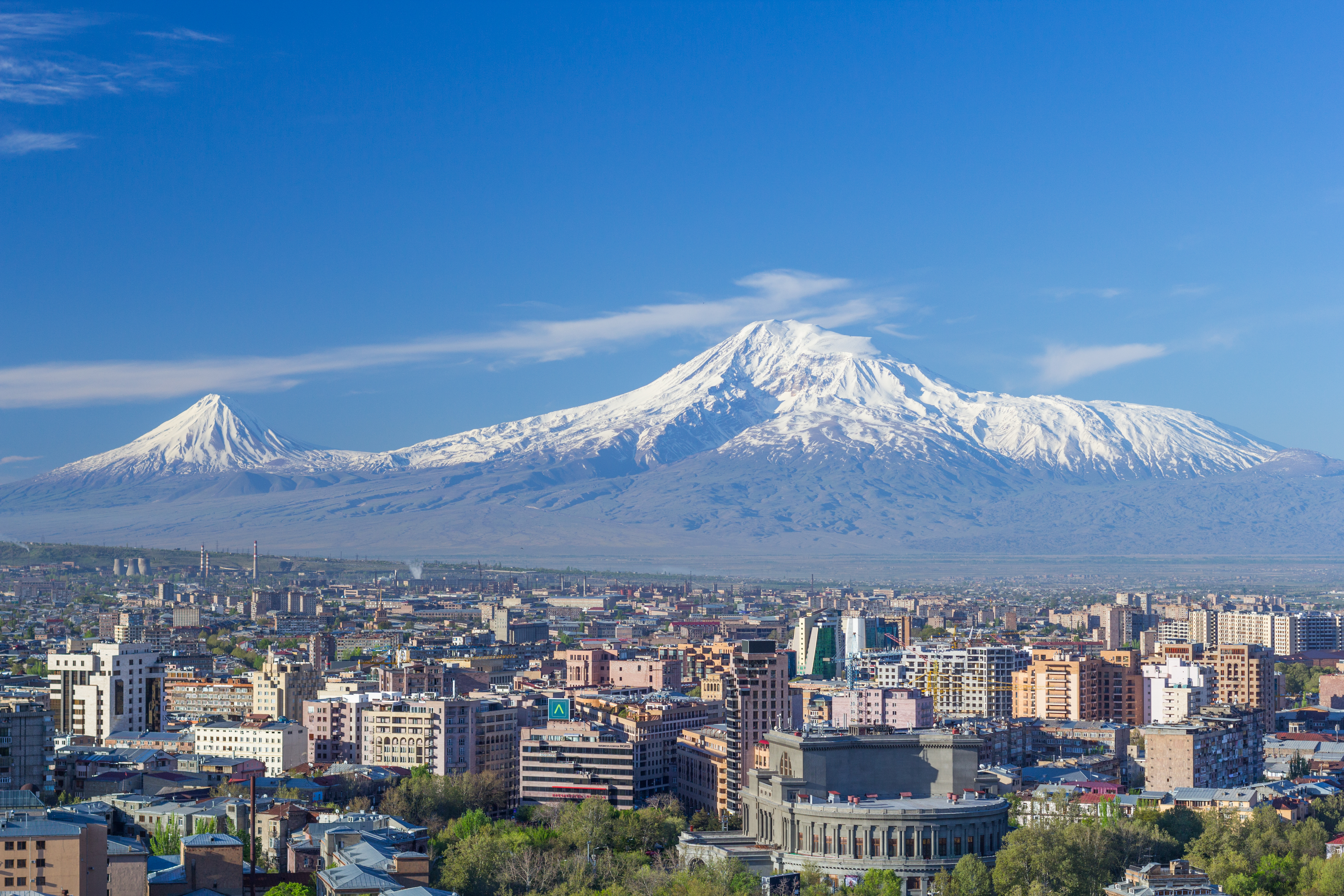
Malý a Velký Ararat. Pod ním Jerevan - dnešní hlavní město Arménie.

Navasard byl také považován za poslední letní měsíc. Byl označován jako zavedení zlatého podzimu a byl také spojen s připomínkou mrtvých. Arménský učenec Mardiros Ananikian uvádí, že to byla zemědělská slavnost zaměřená na zvýšení deště a úrody. Velkým centrem oslav byl Bagavan.

## Oslavy
Navasardské slavnosti byly považovány za největší oslavy roku a probíhaly především během prvního týdne Navasardu. Měly velký kulturní význam a účastnili se jich všichni zástupci národa. Přítomen byl král a velká část armády, která čítala až 120 000 mužů.
Arménské rodiny pořádali velké hostiny, které probíhaly od oběda až do večeře. Byl na nich velký počet hostů, od rodinných příslušníků až po přátele. Na dveře si také pověsili punčochy a netrpělivě očekávali, že do nich někdo vhodí dárky.

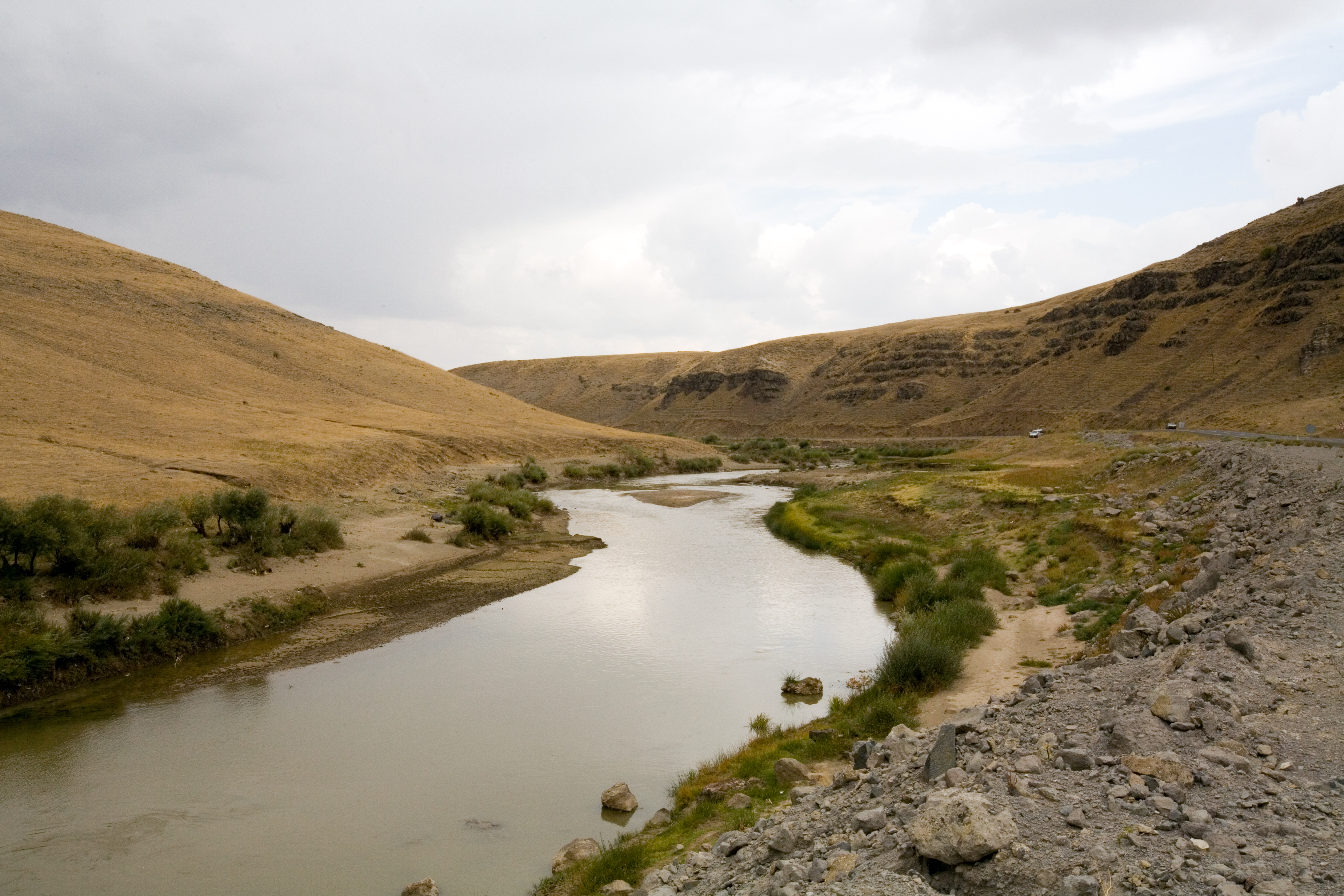
Řeka Murat, hlavní pramen řeky Eufrat. Pramení poblíž hory Ararat severně od jezera Van ve východním Turecku

### Místo oslav
Místem konání oslav byl Bagavan a později byly přesunuty do oblasti Aštišat. Tyto dva regiony, které se nacházely na březích řeky Aradzani (dnes známé jako řeka Murat) byly vybrány proto, že k oslavám patřilo také uctívání vody a řek.
V den obřadů byla oblast Bagavan vyzdobena mnoha barevnými dekoracemi. Na břehu Muratu byly postaveny barevné stany a nejhonosnější zlatý stan patřil králi. Většina lidí trávila čas ve stínu velkých stromů, aby se skryli před sluncem a v klidu sledovali oslavy a představení.

### Ceremoniály
Slavící lidé přinášeli svou první letošní úrodu, aby se o ni podělili s ostatními. Po celý den byly ve jménu bohů obětovány holubice a jeleni. Rohy jelenů byly obvykle barevně namalovány. Do vzduchu se vypouštěly stovky holubic pro štěstí.
Velkou součástí oslav byly tance, zpěv, intelektuální a atletické soutěžní hry. Básníci přednášeli své básně, hudebníci své písně a malíři své obrazy. V noci se zakládal velký oheň, přes který se děti a mladí pokoušeli skákat, aby vyděsili a odehnali zlé duchy.

### Sportovní hry
V Aštišatu se pořádaly hry podobné současným olympijským hrám, kterých se účastnili nejlepší sportovci té doby. Soutěžilo se v nejrůznějších disciplínách. Vše probíhalo za velkého zájmu diváků, kteří povzbuzovali své favority. Ti nejlepší byli dekorováni a získali se uznání do příštích her nebo na celý život. Konaly se také závody na koních a jelení dostihy.

## Současnost

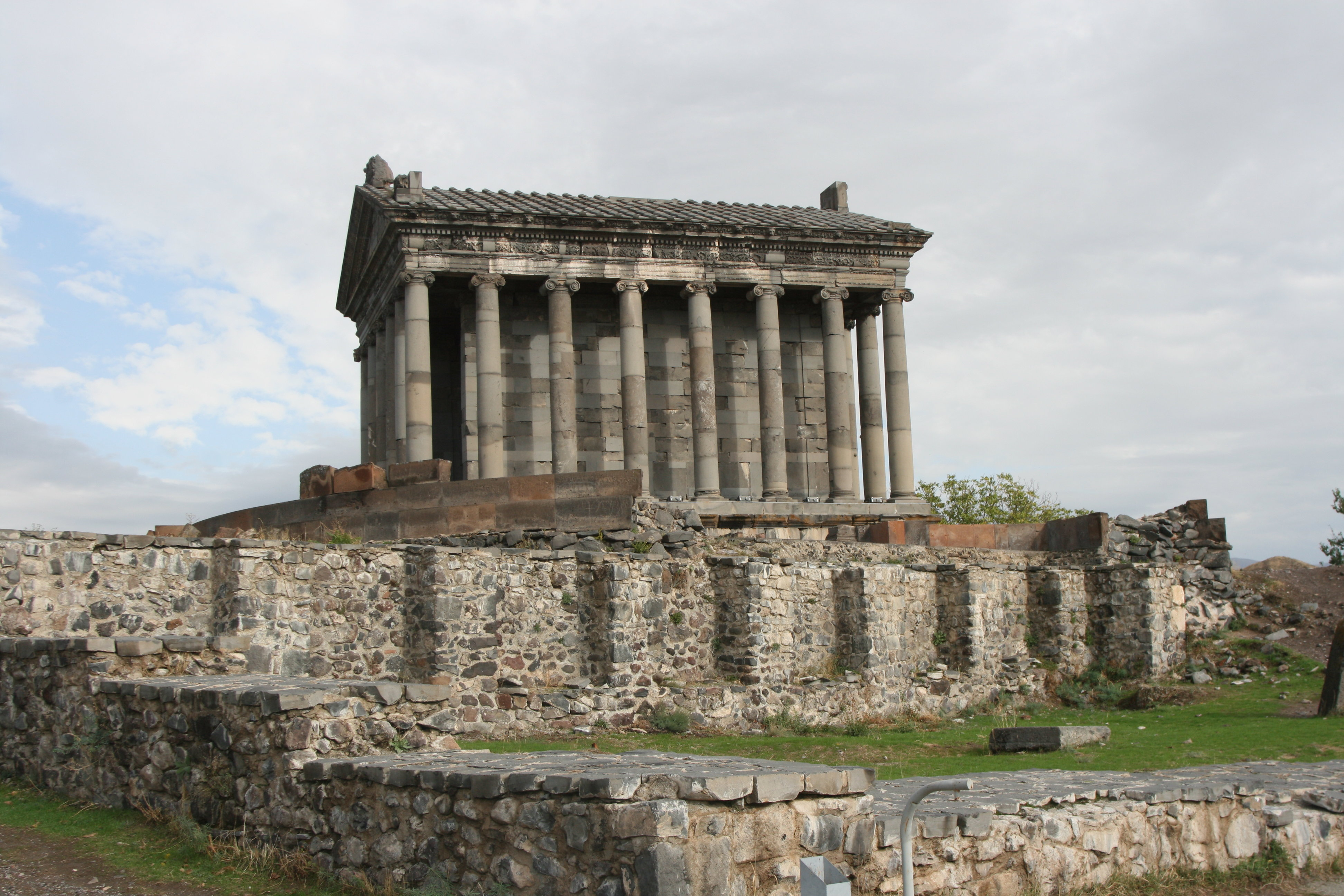
Starověký chrám Garni

V Arménské republice v posledních letech roste zájem o vzkříšení tradic tohoto starobylého svátku. Arménští novopohané si každoročně připomínají Navasarda v chrámu Garni, jediném zbývajícím pohanském chrámu v Arménii. Vesnice a městečka po celé zemi mají své vlastní oslavy. Za posledních 40 let slaví arménská komunita v Los Angeles výroční Navasartian hry a festival, který nabízí jídlo, zábavu, hry a sporty. Oslavy se konají o víkendu 4. července a místo stanů jsou postaveny obchodní stánky a účastní se popové hvězdy.